# خلیل حریری
خلیل حریری از سیاستمداران ایرانی بود، که در دوره‌های یازدهم،  دوازدهم و  سیزدهم بعنوان نماینده اردبیل در مجلس شورای ملی حضور داشت.